# Rozdrojovice
Rozdrojovice är en ort i Tjeckien.   Den ligger i regionen Södra Mähren, i den sydöstra delen av landet, 180 km sydost om huvudstaden Prag. Rozdrojovice ligger 306 meter över havet och antalet invånare är 656. Den ligger vid sjön Brněnská přehrada.
Terrängen runt Rozdrojovice är varierad. Runt Rozdrojovice är det mycket tätbefolkat, med 1 573 invånare per kvadratkilometer. Närmaste större samhälle är Brno, 9,7 km sydost om Rozdrojovice. Trakten runt Rozdrojovice består till största delen av jordbruksmark.